# Totalphütte

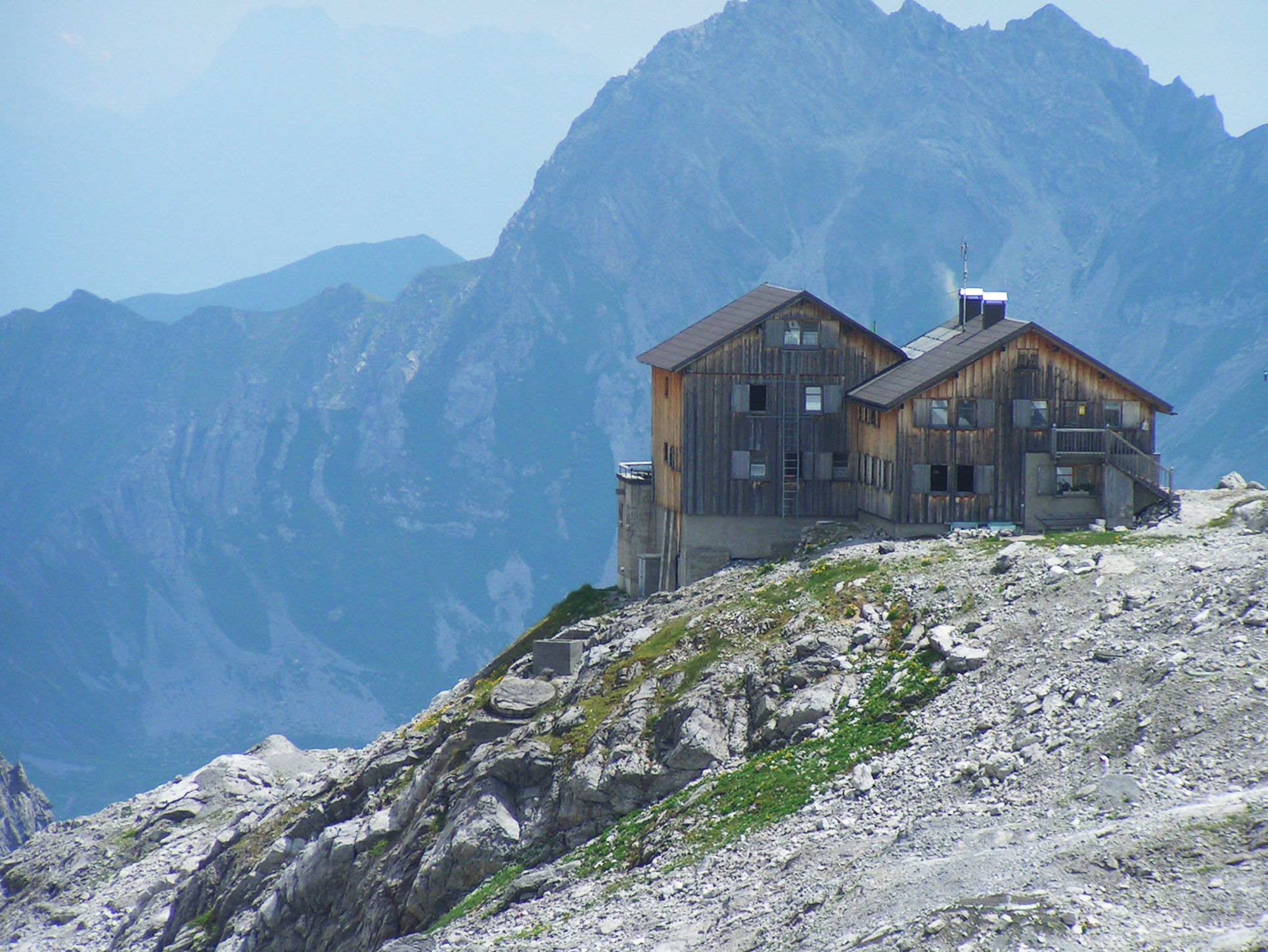
Totalphütte 2006 von Westnordwesten gesehen – Schlafhaus links. Am rechten Giebel die – infolge eines in etwa Richtung des Betrachters vorgenommenen Anbaues entfernte – Treppe zum ehemaligen Winterraum. Das Schlafhaus wurde 2019 von der Lawine großteils weggefegt.

Die Totalphütte ist eine Schutzhütte der Sektion Vorarlberg des Österreichischen Alpenvereins (ÖAV). Sie liegt im Rätikon in Vorarlberg auf 2385 m ü. A. Höhe am Aufstieg vom Lünersee zur Schesaplana. Die Hütte ist mit dem Umweltgütesiegel für Alpenvereinshütten des Deutschen und des Österreichischen Alpenvereins ausgezeichnet.

## Geschichte
Ihre Anfänge bestanden in einer ehemaligen Baubaracke der Vorarlberger Illwerke AG, als diese für das 1958 in Betrieb genommene Lünerseewerk einen Wasserüberleitungsstollen vom Brandner Gletscher zum Totalpsee durch den nördlich der Hütte, zwischen Zirmenkopf (2805 m) und Seekopf (2698 m) stehenden Kamm bohrte. Nachdem die Baracke ausgedient hatte und seitens der Illwerke zum Abriss vorgesehen war, wurde sie vom ÖAV übernommen, umgebaut und ab 1964 probeweise bewirtschaftet. 1973/74 transportierte man eine zweistöckige, zerlegte Illwerke-Wohnbaracke vom Seebord (natürliche, nördliche Begrenzung des Lünersees) per Hubschrauber zur Totalp und baute daraus das (2019 von der Lawine weggerissene) Schlafhaus an der Nordseite der Baubaracke an. 1988/89 riss man die Baubaracke dann ab und errichtete an ihrer Stelle den südlichen Gebäudeteil mit der Küche und der Gaststube. Es folgten noch eine Kläranlage und die Materialseilbahn.
Nachdem ein Netzkabel auf die Totalp gezogen war, konnte der Winterraum aus dem Bau von 1988/89 ausgelagert und im Dieselgeneratorhäuschen gut 50 m südlich davon eingerichtet werden. Das Gebäude von 1988/89 bekam an Stelle der zum früheren Winterraum führenden Außentreppe einen Anbau nach Westen hin, wodurch u. a. die Gaststube vergrößert werden konnte.

### Lawinenabgang 2019 und Wiederaufbau
Im schneereichen Jänner 2019 wurde die bisher als lawinensicher geltende Totalphütte durch eine Staublawine schwer beschädigt. Diese brach am Zirmenkopf los, durchquerte die Senke westlich des Totalpsees und arbeitete sich über ca. 50 Höhenmeter den Gegenhang, auf dem die Hütte steht, hinauf. Die nördliche Seite des Gebäudes (Schlafhaus von 1973/74 mit erst kurz vor dem Lawinenabgang sanierten Schlaf- und Sanitärräumen) wurde, mit Ausnahme des betonierten Kellers, völlig zertrümmert, so dass nur eine Bergung und ein Abbruch der Reste möglich war. Der südliche, größere Gebäudeteil von 1988/89 war von großen Rissen durchzogen und 5 bis 10 cm vom Fundament verschoben. Seit Mitte Februar 2019 waren Rettungsarbeiten im Gang, nachdem Werkzeug mit dem Hubschrauber hingeflogen und ein Instandsetzungstrupp im Südteil des Hauptgebäudes sowie im Winterraum einquartiert worden waren. Der schwer beschädigte, südliche Trakt wurde zur Gewährleistung eines Betriebs im Sommer 2019 zunächst mit Kosten im oberen fünfstelligen Bereich statisch provisorisch gesichert, jedoch entgegen ersten Einschätzungen, die von einem Erhalt des Traktes ausgingen, dann doch abgerissen und durch einen Neubau ersetzt.
Lediglich der vor etwa zehn Jahren am Westgiebel des Gebäudes von 1988/89 errichtete Anbau wurde "nur" leicht beschädigt und bleibt erhalten. Er steht etwas abseits der Hauptzugbahn der Lawine. Er ist nicht auf einem Betonfundament verankert und reagierte deshalb relativ elastisch auf den Druck der Lawine.
Auch die oberste Stütze der Materialseilbahn wurde umgeknickt. 
Ab Ende Juni 2019 fand ein hinsichtlich Übernachtungskapazität stark eingeschränkter (nur 34 statt 95 Schlafplätze) Sommerbetrieb statt. Dazu wurden zwölf Schlaf- und zwei Sanitärcontainer mittels Hubschrauber aufgestellt, die weitgehend nutzbar gebliebene Küche sowie der im leicht beschädigten Anbau befindliche Teil der Gaststube benutzt. Die 30 Jahre alte Materialseilbahn wurde provisorisch repariert, so dass sie in der Sommersaison 2019 wieder nutzbar war, und nach Saisonende durch einen Neubau ersetzt. Die neue Bahn ist, im Gegensatz zur alten, auch für die Beförderung von Mitarbeitern zugelassen.
Im Juli 2020 fand die Neueröffnung statt. Die Sektion Vorarlberg des ÖAV ging zunächst von einer Schadenshöhe von etwa 2,5 Millionen Euro aus, letztendlich kostete der Wiederaufbau 3,1 Millionen Euro.

## Zustieg
Aus dem Brandnertal: Nach dem Aufstieg von Schattenlagant (Talstation der Lünerseebahn,1565 m) zum Lünersee oder der Nutzung der Bahn (Bergstation auf 1.979 Meter) ist die Totalphütte auf einem Wanderweg ab der Bergstation in 1¼ Stunden erreichbar.
Eine sehr beliebte Tour im Rätikon führt durch das Zalimtal zur Mannheimer Hütte und nach der Überquerung des Brandner Gletschers (im Sommer mit Bergschuhen und Stöcken begehbar) zum Gipfel der Schesaplana (oder zur Umgehung des Gipfels über den Südwandsteig) – mit einem Abstieg zur Totalphütte und zum Lünersee.

## Bewirtung
Die Totalphütte ist jeden Sommer von ca. Mitte Juni bis Anfang Oktober bewirtschaftet. In zwei Gaststuben war Platz für ca. 85, auf der Terrasse ist Platz für weitere 160 Gäste. 2009 wurde das Bediensystem auf der Hütte erneuert und modernisiert, weshalb auch bei voller Auslastung sehr schnell bedient werden konnte. Eine besondere Herausforderung auf der Totalphütte ist die Ver- und Entsorgung, weil kein Fahrweg zur Hütte führt. Eine Grundeindeckung wird vor Saisonbeginn per Hubschrauber gebracht. Während der Saison wird zweimal wöchentlich mit der Materialseilbahn frisch angeliefert. Dabei müssen die Lebensmittel mit der Lünerseebahn herauftransportiert werden, um dann in einen kleinen LKW, der die Waren auf dem Nordwestabschnitt des gut ausgebauten Lünerseerundwegs zur Materialseilbahn bringt, umgeladen zu werden. Diese führt direkt in den Keller der Hütte.

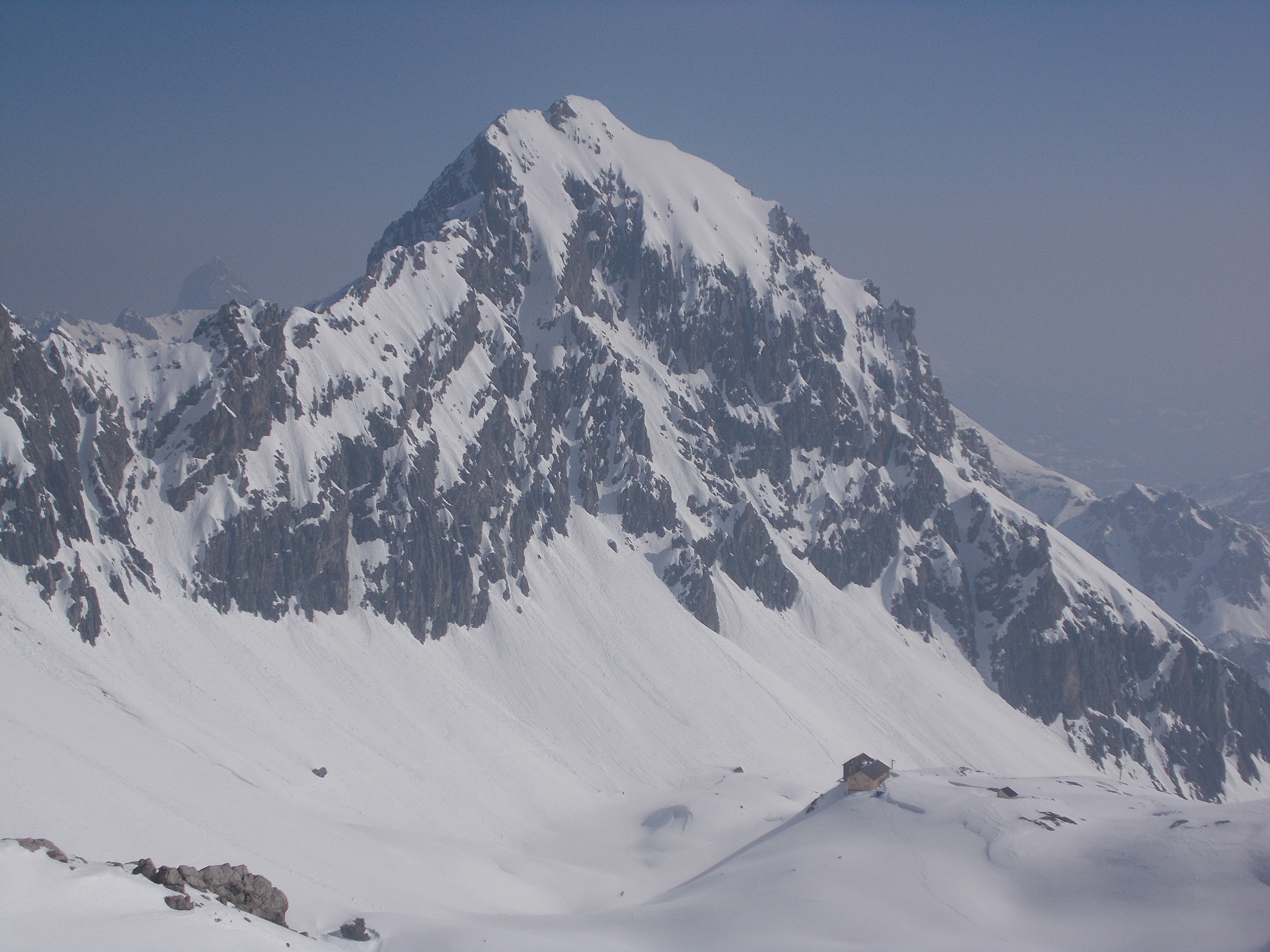
Hauptgebäude und Winterraum im März 2015 vor der Kulisse des Seekopfes (2698 m). Die Lawine von 2019 kam von links und schoss den Hang, auf dem das Hauptgebäude steht, hinauf.

Der Winterraum mit 10 Matratzenlagern blieb 2019 von der Lawine verschont. Er ist mit einem 1-€-Münzautomaten, der die Netzstromzufuhr für Licht, Kochplatten, Steckdosen und Heizung für 30 Minuten pro Münze freigibt, ausgestattet.

## Energieversorgung

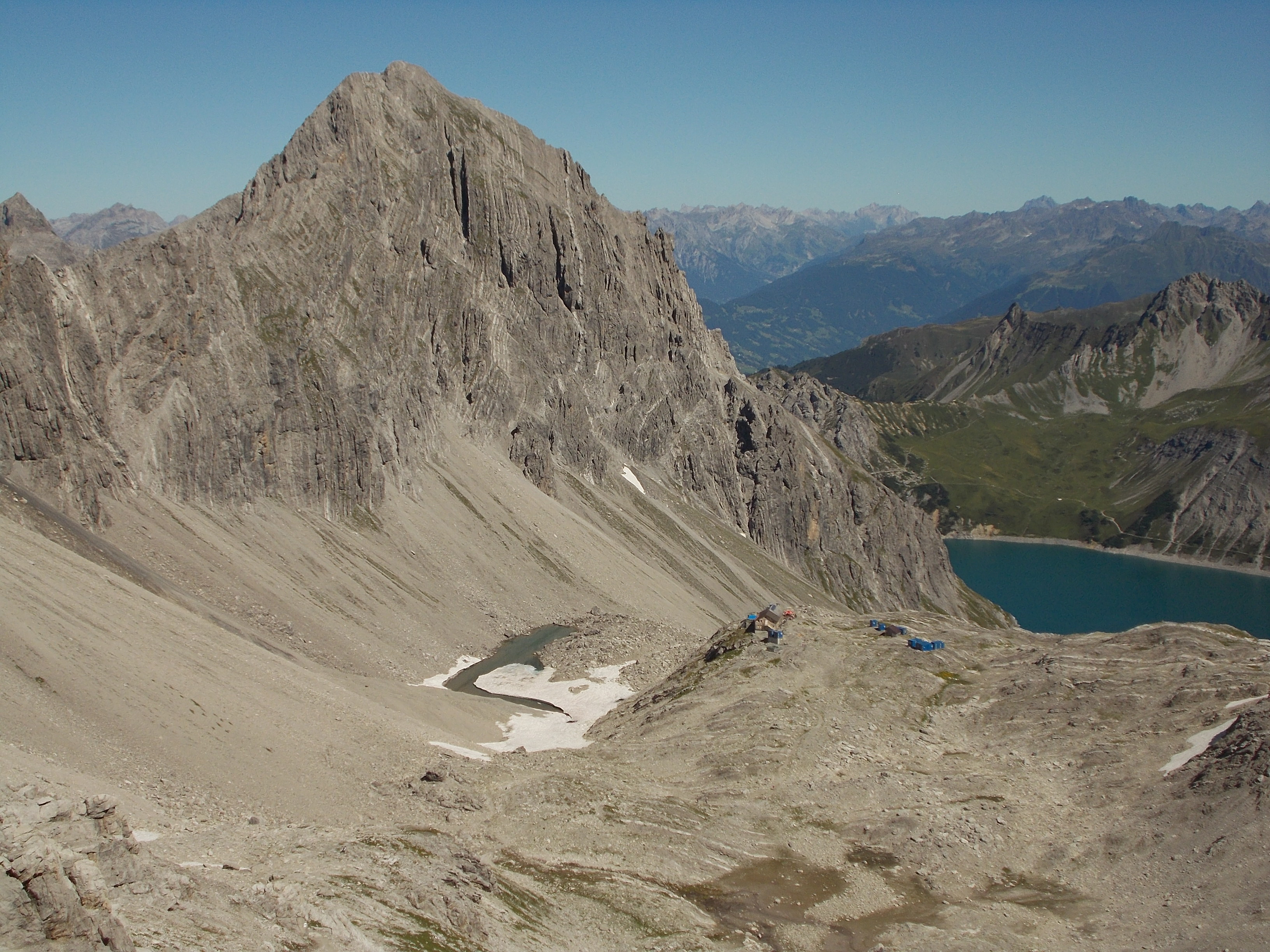
Stehengebliebenes Gebäude und Containerdorf 2019 nach der Schneeschmelze

Derzeit wird die Hütte mit Netzstrom und über Photovoltaikanlagen und über eine kleine Turbine mit Strom versorgt. In der Hütte kann je nach Bedarf zwischen den Energiequellen gewählt werden bzw. bei hohem Energieverbrauch werden alle Quellen gleichzeitig genutzt. Der Anschluss erfolgte in der Nähe der Talstation der Materialseilbahn auf 1990 m.

## Übergang zu anderen Hütten
- Mannheimer Hütte
- Schesaplanahütte
- Douglasshütte
- Heinrich-Hueter-Hütte
- Lindauer Hütte
- Carschinahütte

## Touren
Von der Totalphütte führt der Normalweg auf die Schesaplana, die in 2 Stunden erreicht werden kann. Sie ist auch ein Stützpunkt am Zentralalpenweg, einem österreichischen Weitwanderweg.